# Take That & Party
Take That & Party fue el primer álbum de la banda Take That, grabado bajo el sello discográfico de BMG Records en el año 1992.

## Lista de canciones
1. I found heaven
2. Once you've tasted love
3. It only takes a minute
4. A million love songs
5. Satisfied
6. I can make it
7. Do what you like
8. Promises
9. Why can't I wake up with you
10. Never want to let you go (New Studio Mix)
11. Give good feeling
12. Could it be magic* (Radio Rapino Mix)
13. Take That and Party

De estas 13 canciones, se lanzaron un total de 5 singles  que fueron los siguientes, por orden de lanzamiento: Do what you like, Promises, Once you've tasted love, It only takes a minute y I found heaven.
Además del disco, se lanzó un video en formato VHS que contenía entrevistas con los 5 miembros del grupo (Robbie, Mark, Jason, Howard y Gary), en la que hablaban temas personales.
- Datos: Q2711486